# 尖萼佛甲草
尖萼佛甲草（学名：Sedum parvisepalum）为景天科佛甲草屬下的一个种。

## 扩展阅读
- 維基物種上的相關：尖萼佛甲草